# دعوة للتعايش
دعوة للتعايش هو برنامج تلفزيوني قام بتقديمه الدكتور عمرو خالد في شهر رمضان 2007، يتناول حياة الأئمة الأربعة في الإسلام السني أبي حنيفة ومالك بن أنس والشافعي وأحمد بن حنبل، عارضا للمشاهد ما نستطيع الأخذ من حياتهم وسيرهم الذاتية.
دعوة جديدة يدعوها الدكتور عمرو خالد لإفشاء القيم الاجتماعية النبيلة بين كافة الناس، بهدف النهوض بالمجتمع من ناحية وخدمة الدين الإسلامي من ناحية أخرى.
ويعرض البرنامج على أنه ليس فقط دعوة للتعايش مع الآخر الذي ينحصر في الغرب، ولكنه دعوة للتعايش بين كل الناس، مع الأهل والأصدقاء والمجتمع.
البرنامج عرضته عدة قنوات فضائية: قناة الرسالة، قناة المحور، قناة الراي، قناة أبو ظبي.

## الحلقات
- الحلقة الثانية : مقدمة للبرنامج
- الحلقة الثالثة : أول حلقة عن الإمام أبى حنيفة
- الحلقة الرابعة : ثاني حلقة عن الإمام أبى حنيفة
- الحلقة الخامسة : ثالث حلقة عن الإمام أبى حنيفة
- الحلقة السادسة : رابع حلقة عن الإمام أبى حنيفة
- الحلقة السابعة : أول حلقة عن الإمام مالك
- الحلقة الثامنة : ثاني حلقة عن الإمام مالك
- الحلقة التاسعة : ثالث حلقة عن الإمام مالك
- الحلقة العاشرة : رابع حلقة عن الإمام مالك
- الحلقة الحادية عشر : الخامسة عن الإمام مالك
- الحلقة الثانية عشر والأولى عن الإمام الشافعي
- الحلقة الثالثة عشر : الثانية عن الإمام الشافعي
- الحلقة الرابعة عشر : الثالثة عن الإمام الشافعي
- الحلقة الخامسة عشر : الرابعة عن الإمام الشافعي
- الحلقة السابعة عشر : السادسة والأخيرة عن الإمام الشافعي
- الحلقة الثامنة عشر : الأولى عن الإمام أحمد
- الحلقة التاسعة عشر : الثانية عن الإمام أحمد
- الحلقة العشرون : الثالثة عن الإمام أحمد
- الحلقة الحادية والعشرون : الرابعة عن الإمام أحمد
- الحلقة الثانية والعشرون : الخامسة عن الإمام أحمد
- الحلقة الثالثة والعشرون والأخيرة

## وصلات خارجية
- لتحميل الحلقات - موقع عمرو خالد

## هوامش ومراجع
1. ↑  ( نص الحلقة الأولى ) نسخة محفوظة 4 مارس 2016 على موقع واي باك مشين. "نسخة مؤرشفة". مؤرشف من الأصل في 2016-03-04. اطلع عليه بتاريخ 2011-01-31.{{استشهاد ويب}}:  صيانة الاستشهاد: BOT: original URL status unknown (link)